# El Nuevo Diario
El Nuevo Diario (Die neue Tageszeitung) war eine nicaraguanische Tageszeitung, die in Managua auf Spanisch herausgegeben wurde.

## Geschichte
Die Zeitung wurde 1980 von Xavier Chamorro Cardenal gegründet, dem Bruder Pedro Chamorros, des ehemaligen Chefredakteurs von La Prensa. Xavier Chamorro und der größte Teil der Redaktion, für den Sandinismus zugänglich, waren mit der Ausrichtung unter Violeta Barrios de Chamorro, der Witwe Pedro Chamorros, nicht einverstanden.
El Nuevo Diario wurde von Xavier Chamorro bis zu seinem Tode am 4. Januar 2008 geleitet. El Nuevo Diario war neben La Prensa (Managua) die meistverbreitete Zeitung in Nicaragua. Ihr Erscheinen wurde am 27. September 2019 eingestellt.